# Metalinhomoeus flagellicaudatus
Metalinhomoeus flagellicaudatus är en rundmaskart. Metalinhomoeus flagellicaudatus ingår i släktet Metalinhomoeus, och familjen Linhomoeidae. Arten är reproducerande i Sverige.